# Đậu (hạt)

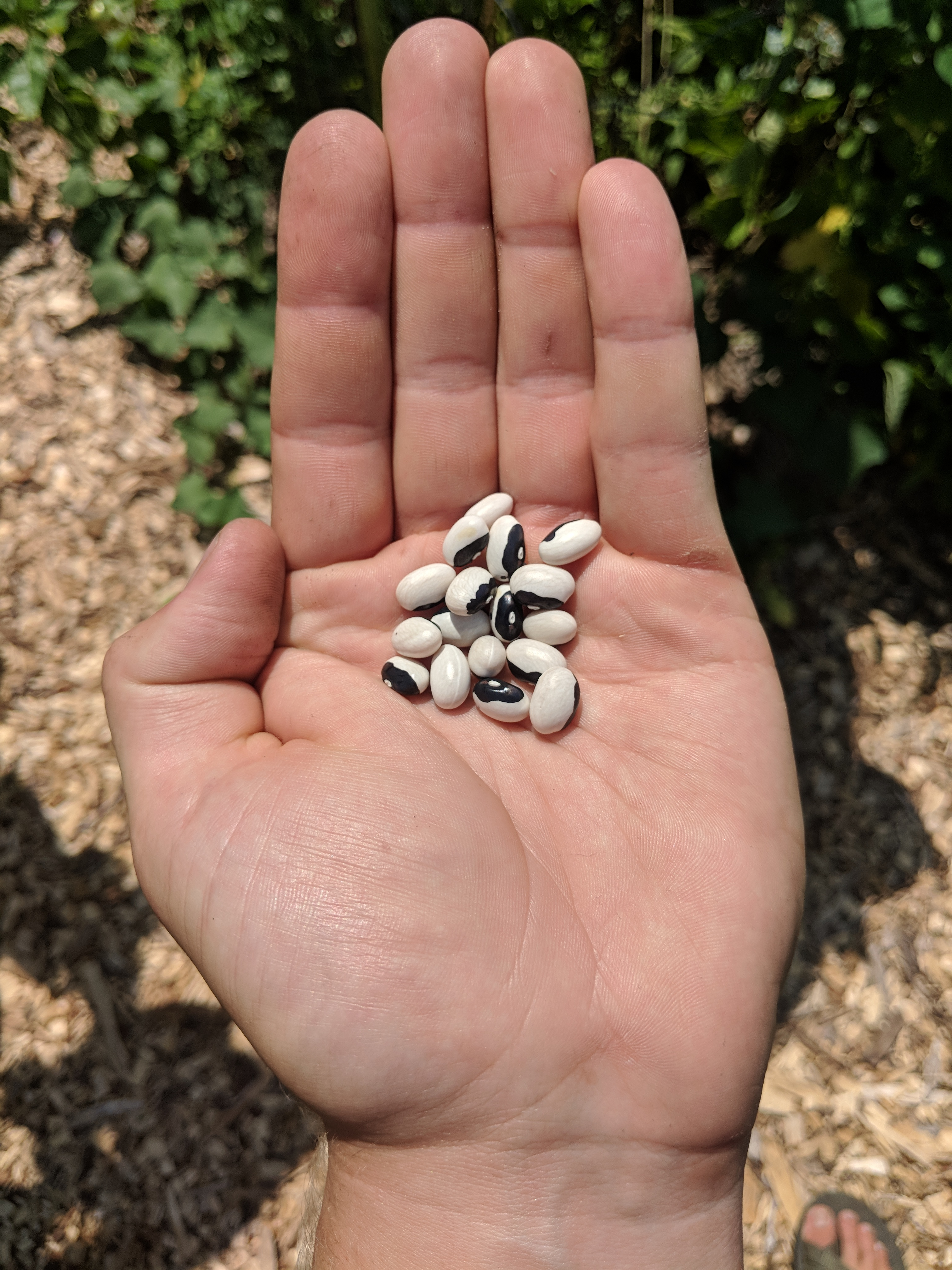
Đậu calypso (hay còn gọi là đậu "âm dương")

Đậu hay đỗ (theo phương ngữ miền Bắc) là hạt của một trong những chi thực vật có hoa thuộc họ Fabaceae. Chúng thường được dùng làm rau củ quả trong bữa ăn của con người hoặc động vật và được chế biến theo nhiều cách khác nhau, chẳng hạn như đun nóng, chiên và nướng. Đây cũng là loại hạt được sử dụng trong các món ăn truyền thống của nhiều nền văn hóa trên khắp thế giới.

## Lịch sử
Đậu là một trong những loại cây trồng lâu đời nhất. Ở hình thái tự nhiên, đậu răng ngựa, hay còn được gọi là đậu fava, thường có kích thước bằng móng tay nhỏ. Đây là loại đậu thường được thu hái ở Afghanistan và chân núi Hy Mã Lạp Sơn. Sau đó chúng được gieo trồng ở Thái Lan từ đầu thiên niên kỷ thứ bảy trước Công nguyên, trước cả khi gốm sứ ra đời. Thời Ai Cập cổ đại, đậu được dùng để chôn cùng với người chết. Đến thiên niên kỷ thứ hai trước Công nguyên, đậu răng ngựa hạt to mới xuất hiện ở vùng biển Aegean, vịnh Iberia và phía bên kia dãy An-pơ. Trong thiên sử thi Iliad (vào thế kỷ thứ 8 trước Công nguyên), có đoạn nhắc đến đậu cũng như đậu gà được giã trên sân đập lúa.